# Salmo, British Columbia
Salmo är en ort i Kanada.   Den ligger i provinsen British Columbia, i den södra delen av landet, 3 100 km väster om huvudstaden Ottawa. Salmo ligger 665 meter över havet och antalet invånare är 1 125.
Terrängen runt Salmo är kuperad åt sydväst, men åt nordost är den bergig. Salmo ligger nere i en dal. Trakten är glest befolkad. Det finns inga andra samhällen i närheten.